# Dunningen
Dunningen – miejscowość i gmina  w Niemczech, w kraju związkowym Badenia-Wirtembergia, w rejencji Fryburg, w regionie Schwarzwald-Baar-Heuberg, w powiecie Rottweil, siedziba wspólnoty administracyjnej Dunningen. Leży nad rzeką Eschach, ok. 10 km na północny zachód od Rottweil, przy drodze krajowej B462.